# Матешко, Ольга Николаевна
Ольга Николаевна Матешко (укр. Ольга Миколаївна Матешко; род. 26 октября 1947, Гостомель, Киевская область) — советская и украинская актриса театра и кино, Заслуженная артистка Украинской ССР (1978).

## Биография
Ольга Матешко родилась в посёлке Гостомель Киевской области. После окончания школы поступила во ВГИК и окончила его в 1969 году. В том же году начала работать актрисой на киностудии им. А. Довженко. Дебютировала в фильме «Он и она», снималась в разных лентах, как самой киностудии, так и других.
Наибольшую известность актриса получила после съёмок в фильме Леонида Быкова «В бой идут одни старики», где сыграла роль Зои, пилота ночного бомбардировщика У-2. Её младший брат Анатолий Матешко играл небольшую роль в этом фильме. Позднее играла в различных фильмах, например, роль Марфы в фильмах «Пропавшая экспедиция» и «Золотая речка». Исполняла преимущественно второстепенные роли, снималась в эпизодах.
Мужем Ольги Матешко был кинооператор и режиссёр киностудии Александр Итыгилов. В 1986 году он участвовал в съёмках аварии на Чернобыльской АЭС, получил большую дозу облучения и скончался от саркомы лёгких в московской клинической больнице имени Боткина в 1990 году.
Более 20 лет состоит в браке со скрипачом рок-группы Gogol Bordello Сергеем Рябцевым.
В 1994 году Ольга Матешко в составе делегации поехала в США и осталась там. Преподавала в Свято-Сергиевской академии на Манхэттене, работала на телеканале для украинских эмигрантов. В настоящее время вернулась[когда?], работает на телевидении, начала снова сниматься в фильмах, в частности в работах своего сына, режиссёра — Александра Итыгилова-младшего.
Младший брат — украинский кинорежиссёр и актёр Анатолий Матешко (род. 1953).

## Фильмография
1. 1970 — Город первой любви (новелла «Сталинград — 1929 год») — комсомолка
2. 1970 — Сады Семирамиды — Зоя
3. 1971 — Иду к тебе — Вера Крыжановская
4. 1971 — Шельменко-денщик
5. 1972 — Семнадцатый трансатлантический — Ольга Петровна
6. 1972 — Включите северное сияние — Клава, радистка
7. 1973 — Дед левого крайнего — секретарша Максима
8. 1973 — Чёрный капитан — Лиза, горничная
9. 1973 — В бой идут одни старики — Зоя Молчанова
10. 1974 — Рождённая революцией — Ольга
11. 1974 — Рассказы о Кешке и его друзьях — Татьяна Николаевна, мама Кешки
12. 1975 — Пропавшая экспедиция — Марфа
13. 1976 — Золотая речка — Марфа
14. 1976 — Не плачь, девчонка — Анна Герасимовна
15. 1976 — Память земли — Цата Ванцецкая
16. 1977 — За пять секунд до катастрофы — Сирилл
17. 1978 — У меня всё нормально — Полина
18. 1979 — Вавилон XX — Парфёна, жена Бубелы
19. 1979 — Д’Артаньян и три мушкетёра — девушка из Менга
20. 1980 — Продаётся медвежья шкура — курьер
21. 1981 — Женщины шутят всерьёз — Женя
22. 1982 — Свидание — Клавдия Алексеевна
23. 1984 — Володькина жизнь
24. 1984 — Если можешь, прости — Алёна
25. 1986 — Обвиняется свадьба — Галина
26. 1988 — Бич Божий — Варвара Алексеевна, учительница украинского языка
27. 1988 — Передай дальше — Фатьма Хасановна, директор детдома-интерната
28. 1989 — Смиренное кладбище
29. 1990 — Тёплая мозаика ретро и чуть-чуть
30. 1991 — Женщина для всех — Валентина Георгиевна, заведующая библиотекой
31. 1991 — Сократ — Ксантиппа, жена Сократа
32. 1992 — Господи, помилуй заблудших
33. 1993 — Секретный эшелон
34. 1994 — Амур и демон
35. 2005 — Миф об идеальном мужчине — Марина
36. 2007 — Танкер «Танго» — Инесса
37. 2008 — Колечко с бирюзой — Нина Ивановна
38. 2008 — Куплю друга — Рая, цыганка
39. 2008 — Ромашка. Кактус. Маргаритка
40. 2008 — Рябины гроздья алые
41. 2011 — Пончик Люся — Зинаида
42. 2013 — Я буду ждать тебя всегда — Клавдия Степановна, бабушка Алёны
43. 2017 — Вторая жизнь Евы — Тамара Леонидовна
44. 2017 — Гвардия 2 —